# Söderslätt

A planície de Söderslätt (lit. Planície do Sul) fica localizada no sudoeste da província histórica da Escânia, na Suécia. Estende-se entre a cidade de Malmö e o cabo de Smygehuk, abrangendo a cidade de Trelleborg e numerosa pequenas localidades. Num sentido mais lato, é a região a sudoeste da linha Landskrona-Lund-Ystad.

É uma área agrícola, intensamente povoada, ocupada por propriedades agrícolas familiares (familjejordbruk). O terreno é aproveitado para culturas rotativas de beterraba, trigo, cevada e colza, assim como para a criação de porcos e touros.

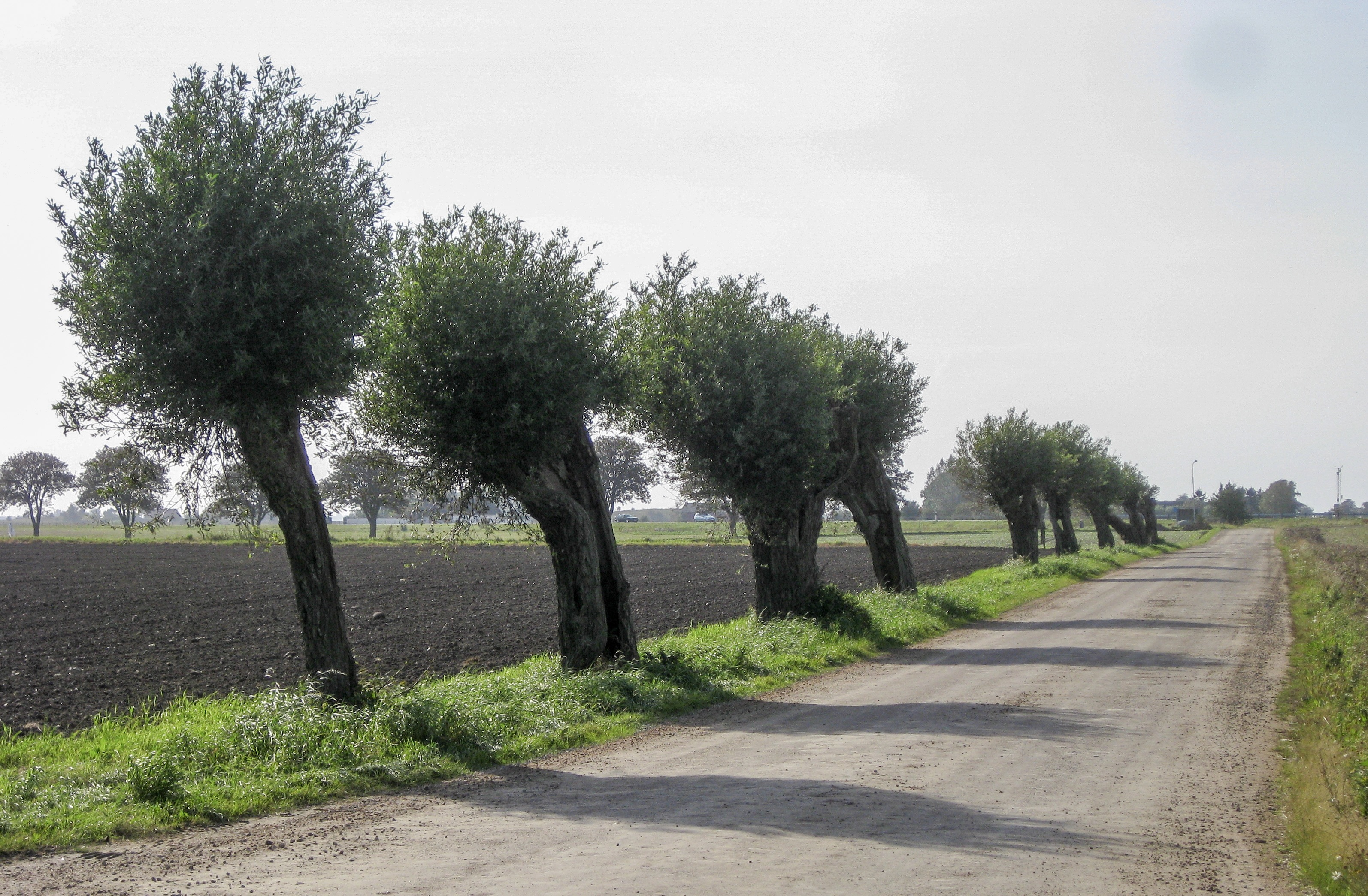
Salgueiros ladeando estra de terra batida em Vellinge
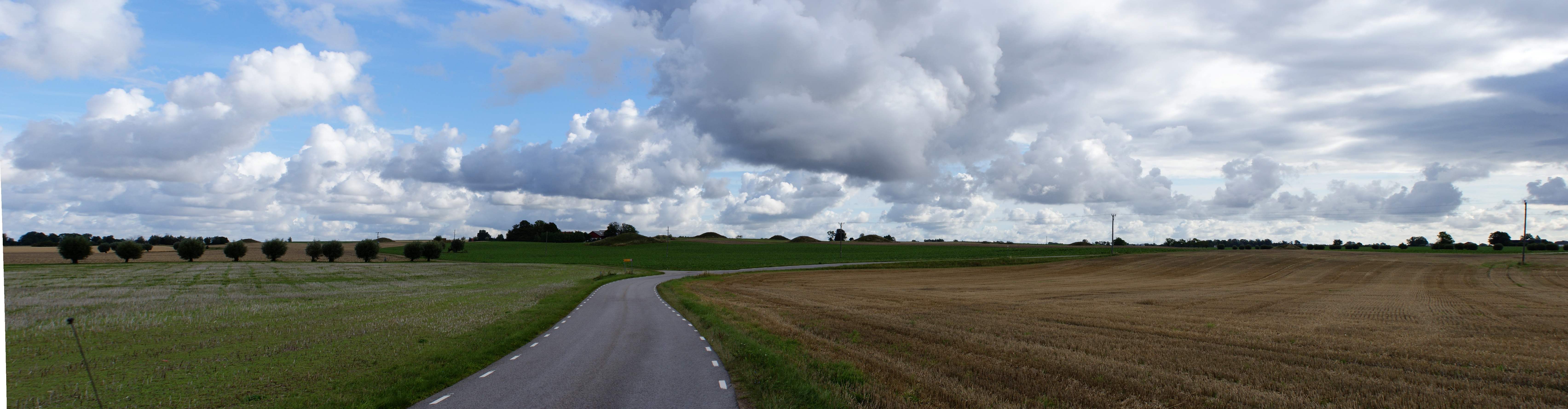
Estrada em Söderslätt